# Wiecha (budownictwo)

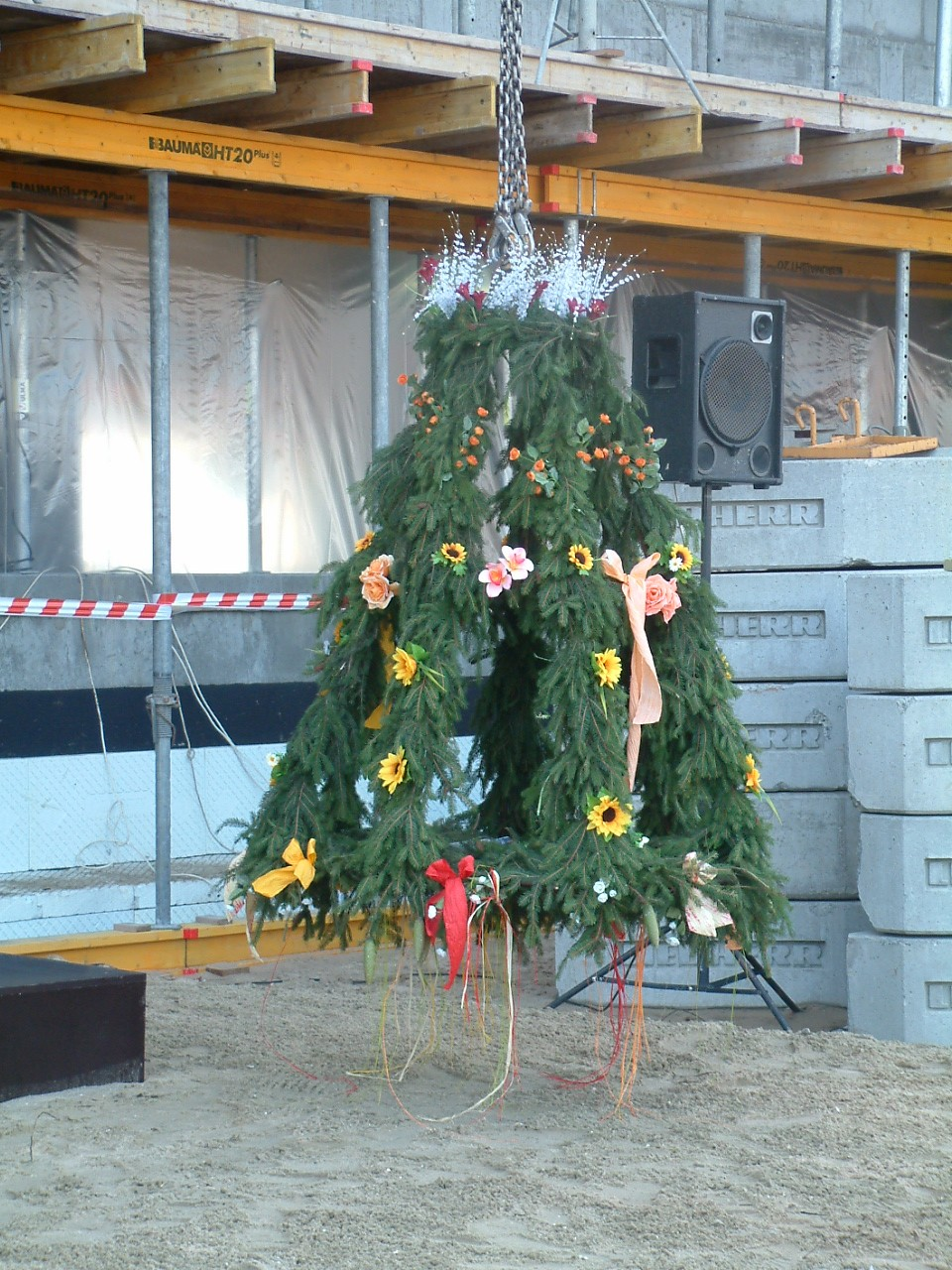
Wiecha przed zawieszeniem

Wiecha (wiechowe, wierzchowe lub wiankowe) – tradycja budowlana, polegająca na zawieszeniu przystrojonego kolorowymi wstążkami wieńca na górnej części budynku. Wiechę wywiesza się na znak zakończenia ważnego etapu budowy – najczęściej po ustawieniu pierwszej krokwi.

## Charakterystyka
Tradycja wiechy sięga XIV w. W dawnej Polsce wiechowe poprzedzała uroczystość zwana popłatne (od słowa „płatew”), czyli ułożenie ostatniej belki na wierzchu zrębu. Po popłatnym na szczycie pierwszej krokwi mocowano przystrojony pęk kwiatów lub gałązek. Wieniec zwany wiechą umieszczał cieśla, niekiedy też wycinał na krokwi datę ukończenia pracy oraz gmerk. Czasem wraz z wieńcem na budowli pojawia się piła, siekiera lub inne z narzędzi, które symbolizują pracę cieśli. Po wywieszeniu wiechy odbywała się gościna, na którą gospodarz zapraszał majstrów oraz sąsiadów, aby wspólnie świętować zakończenie ważnego etapu budowy.
Wiechowe ma zapewnić budowli pomyślność dzięki opiece bóstwa, którego siedzibą zgodnie z pogańskimi wierzeniami jest drzewo. Poprzez wykonanie wieńca z jego liści i gałęzi, a następnie zawieszenie wiechy na szczycie budynku, z wiechy do drewnianego szkieletu dachu ma przechodzić pozytywna moc istoty nadprzyrodzonej zamieszkującej wcześniej drzewo.
Zwyczaj ten przetrwał do dziś i jest powszechny również w miastach. Ten tradycyjny wieniec często pojawia się na dachach dużych inwestycji. Symboliczną wiechę na znak zakończenia prac organizuje wykonawca i zaprasza osoby zaangażowane w projekt, m.in. inwestorów i władze. Uroczystość ma przynieść pomyślność nowo wybudowanemu budynkowi. Przykład takiej uroczystości może stanowić m.in. uroczystość podczas budowy fabryki Mlekovita w Wysokiem Mazowieckiem.
Analogicznym do wiechowego obrzędem murarskim jest glajchowe. Glajchą zwie się ostatnią warstwę cegieł. Owa warstwa zdobiona była wiązką kwiatów lub gałązek, a następnie świętowano ukończenie konstrukcji dachu.